# Rodalberhof
Der Rodalberhof ist ein Ortsteil der Ortsgemeinde Lemberg im rheinland-pfälzischen Landkreis Südwestpfalz. 

## Lage
Der Weiler befindet sich etwa drei Kilometer südwestlich des Kernorts unweit der Gemarkungsgrenze zu Pirmasens. Er liegt am westlichen Rand des Wasgaus, wie der Südteil des Pfälzerwaldes auch genannt wird. In unmittelbarer Nähe befindet sich die Quelle der Rodalb, die dem Weiler zugleich den Namen gab.

## Geschichte
Der Rodalber Hof gehörte auch historisch zu Lemberg, das im gleichnamigen Amt Lemberg und dort in der Amtsschultheißerei Lemberg lag. Das Amt – und damit auch der Rodalber Hof – gehörten zunächst zur Grafschaft Zweibrücken-Bitsch, ab 1570 zur Grafschaft Hanau-Lichtenberg, ab 1736 zur Landgrafschaft Hessen-Darmstadt, ab 1794 zu Frankreich, ab 1816 zu Bayern (Rheinkreis) und ab 1946 zu Rheinland-Pfalz. (Zu den Einzelheiten siehe: hier)

## Politik
Zusammen mit dem benachbarten Ortsteil Kettrichhof bildet der Ortsteil einen Ortsbezirk. Der Ortsbezirk Kettrichhof/Rodalberhof hat einen Ortsbeirat, dem fünf Mitglieder angehören und dem ein ehrenamtlicher Ortsvorsteher als Vorsitzender vorsteht.
Weitere Einzelheiten siehe Kettrichhof#Politik.